# Ligne Sōtetsu Shin-Yokohama
La ligne Sōtetsu Shin-Yokohama (相鉄新横浜線, Sōtetsu Shin-Yokohama-sen) est une ligne ferroviaire de la compagnie privée Sōtetsu à Yokohama au Japon. Elle relie la gare de Nishiya à celle de Shin-Yokohama.

## Histoire
Le premier tronçon de la ligne est inauguré le 25 novembre 2019 entre Nishiya et Hazawa Yokohama-kokudai, permettant l'interconnexion entre les réseaux Sotetsu et JR East. Les services voyageurs commencent le 30 novembre 2019.
Le 18 mars 2023, la ligne est prolongée à Shin-Yokohama, ce qui permet l’interconnexion avec le réseau Tōkyū.

## Caractéristiques

### Ligne
- Longueur : 6,3 km
- Ecartement : 1 067 mm
- Alimentation : 1 500 Vcc par caténaire

### Services et interconnexion
La ligne est interconnectée :
- à Hazawa Yokohama-kokudai avec la ligne Tōkaidō fret, ce qui permet d’effectuer des services communs entre la ligne principale Sōtetsu la ligne Saikyō, via la ligne Shōnan-Shinjuku. Le meilleur temps de trajet entre les gares de Futamatagawa et Shinjuku est de 44 minutes[3].
- à Shin-Yokohama avec la ligne Tōkyū Shin-Yokohama, les trains continuant ensuite sur les lignes Meguro et Tōyoko.

## Liste des gares
La ligne comporte 3 gares.
| Numéro | Gare                         | Nom japonais | Distance (km) | Correspondances | Localisation |
| ------ | ---------------------------- | ------------ | ------------- | --- | ------------ |
| SO08   | Nishiya                      | 西谷         | 0             | Sōtetsu : Sōtetsu (interconnexion)                                                                                        | Yokohama     |
| SO51   | Hazawa Yokohama-kokudai (ja) | 羽沢横浜国大 | 2,7           | JR East : Tōkaidō fret (interconnexion)                                                                                   | Yokohama     |
| SO52   | Shin-Yokohama                | 新横浜       | 6,3           | Tōkyū : Shin-Yokohama (interconnexion) JR Central : Shinkansen Tōkaidō JR East : Yokohama Métro de Yokohama : ligne bleue | Yokohama     |

## Matériel roulant

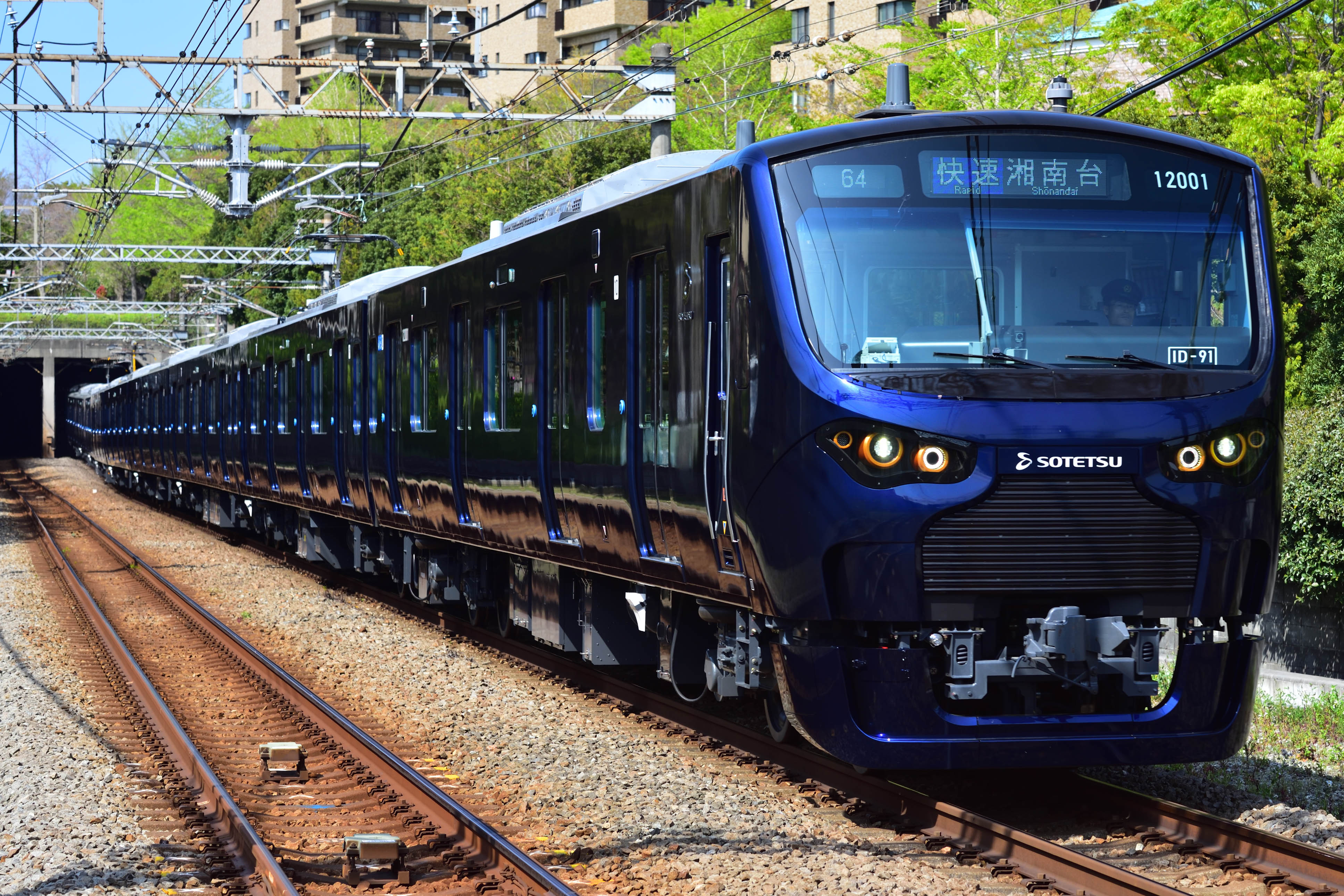
Sotetsu série 12000
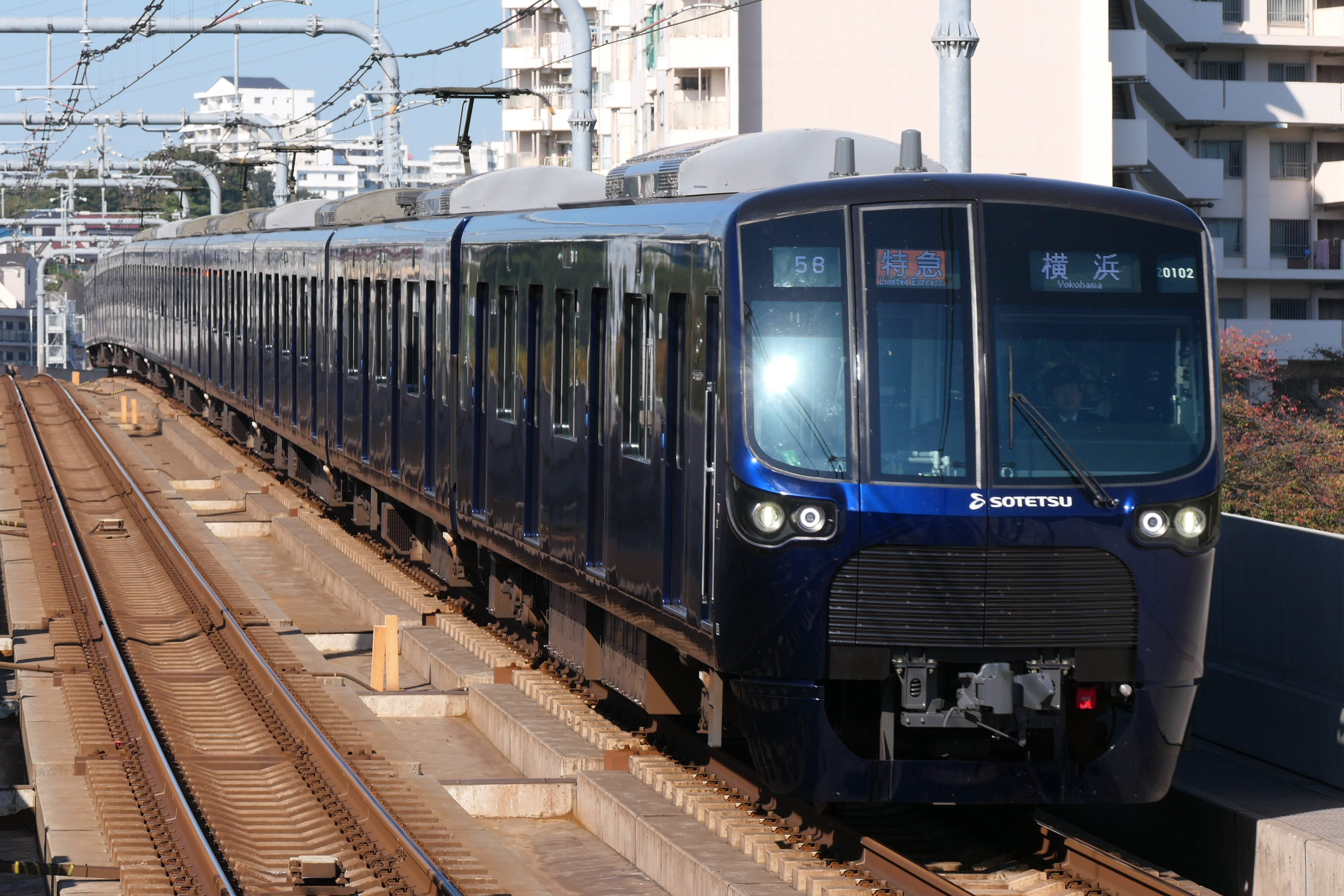
Sōtetsu série 20000/21000
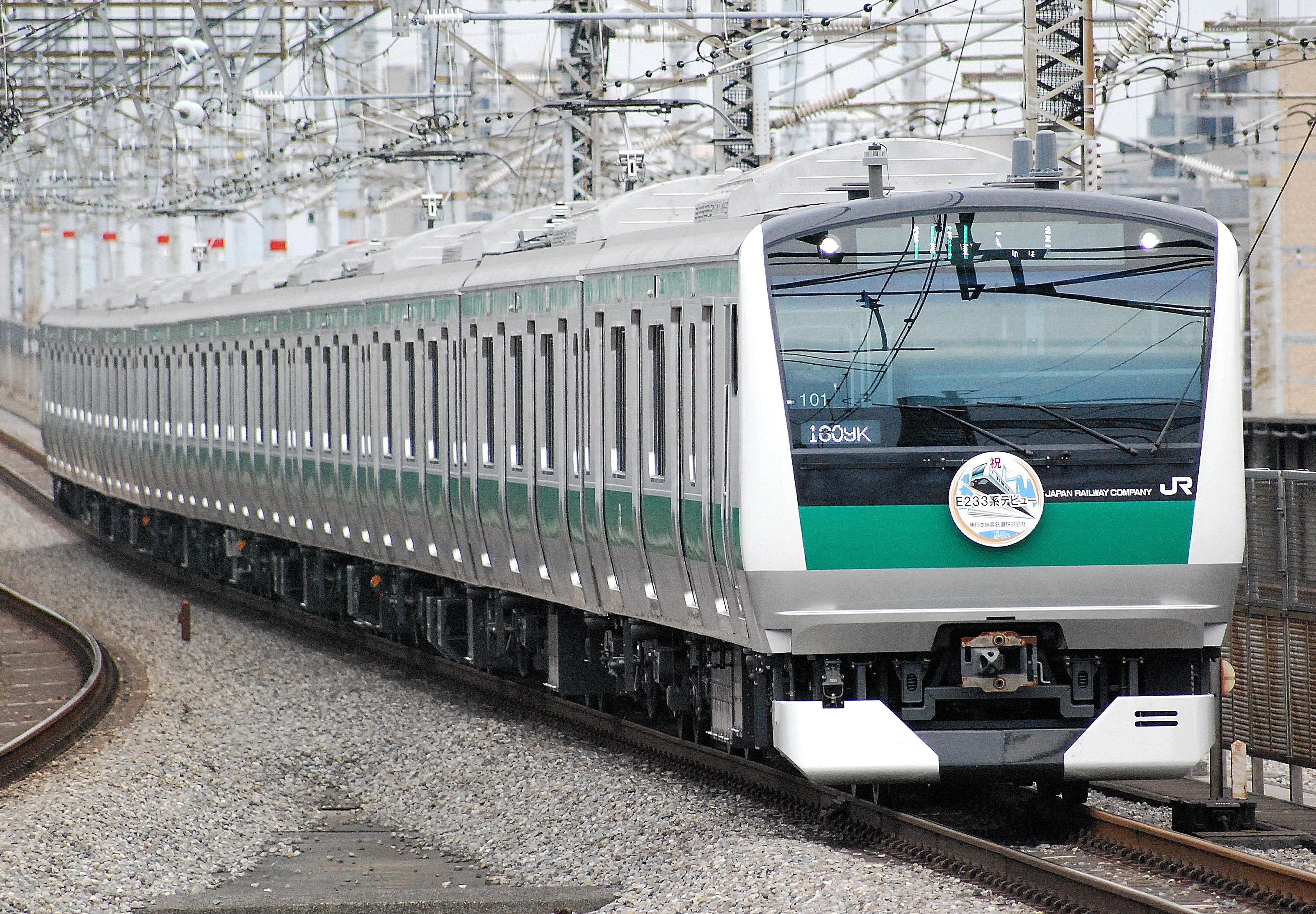
JR East série E233
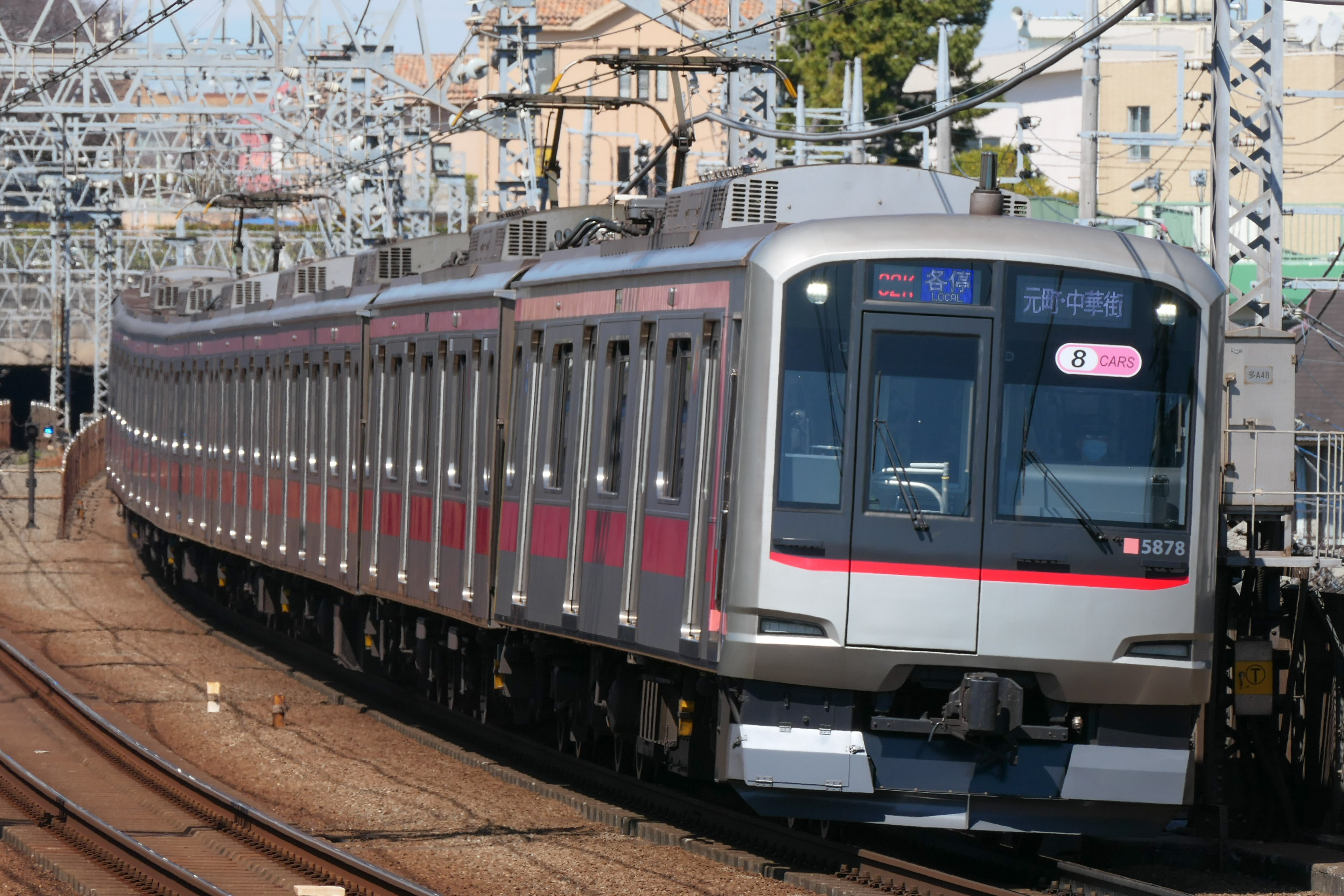
Tōkyū série 5050/5080
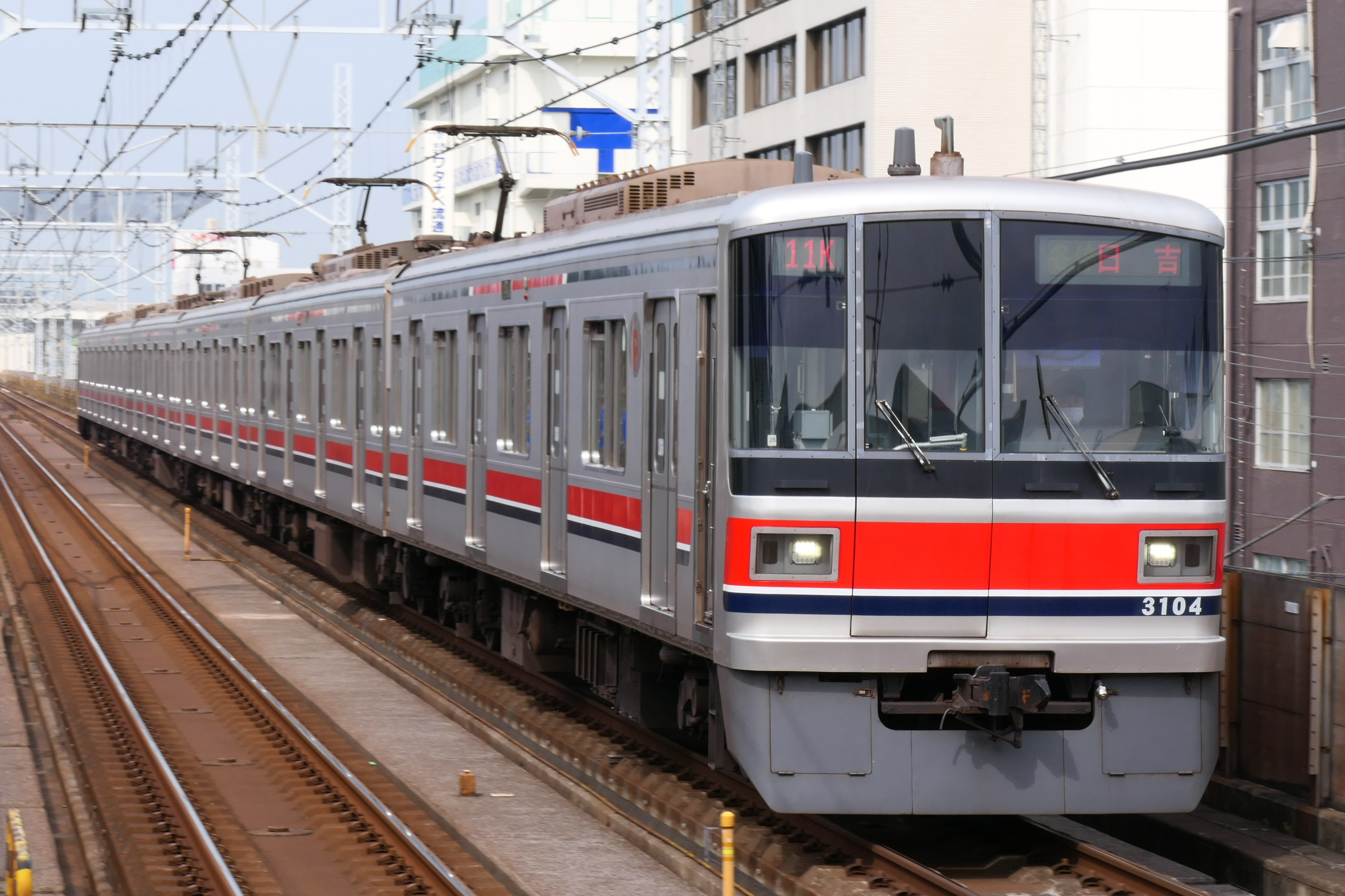
Tōkyū série 3000
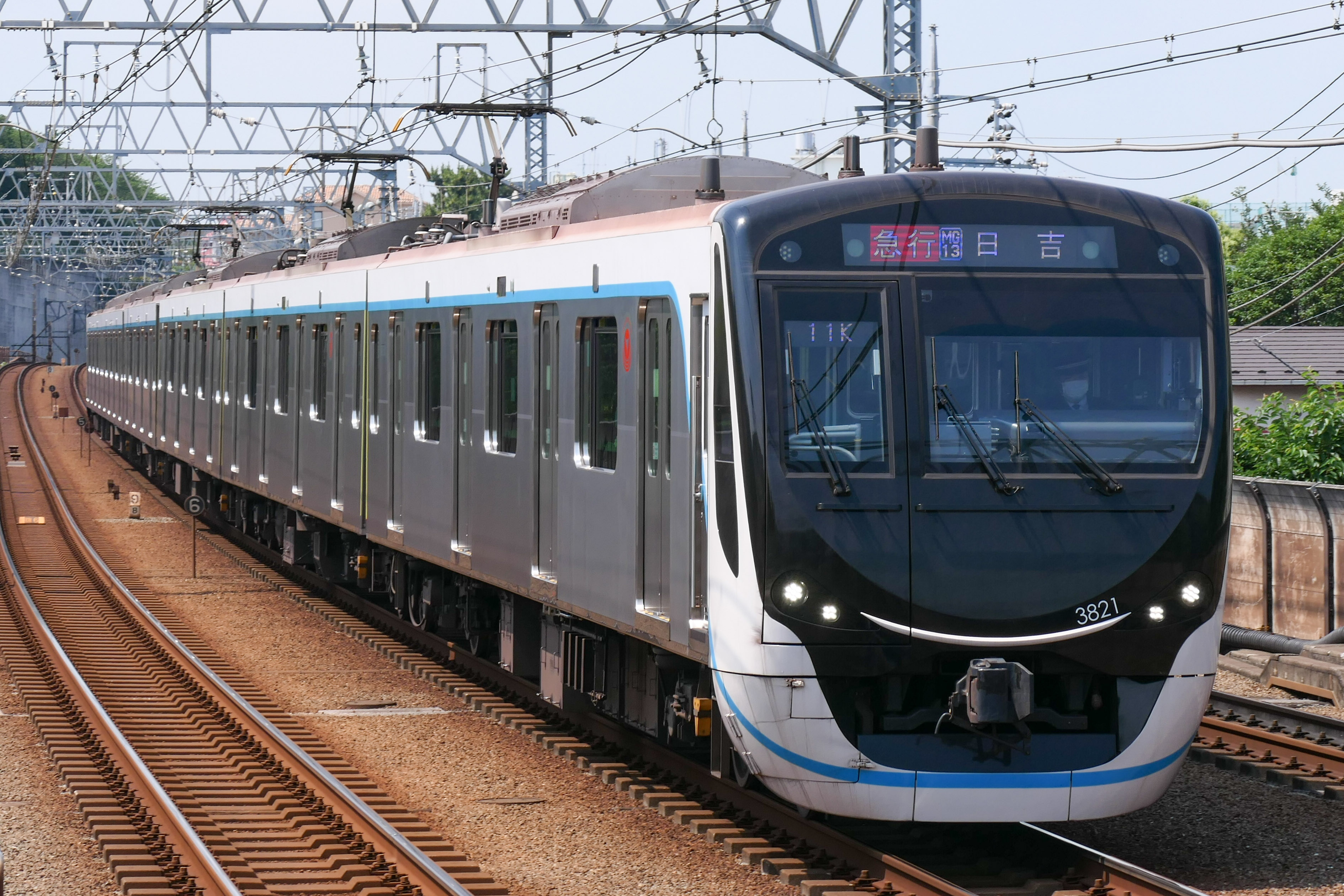
Tōkyū série 3200